# Nyara Sabally
Nyara Sabally (ur. 26 lutego 2000 w Berlinie) – niemiecka koszykarka, występująca na pozycjach silnej skrzydłowej lub środkowej, obecnie asystentka trenera drużyny akademickiej Sacramento State oraz zawodniczka New York Liberty, w WNBA.
Po wyborze w drafcie WNBA 2022 opuściła cały sezon z powodu kontuzji kolana. 28 lutego 2023 zawarła umowę z New York Liberty.

## Osiągnięcia
Stan na 20 marca 2023, na podstawie, o ile nie zaznaczono inaczej.

### NCAA
- Uczestniczka rozgrywek:
  - NCAA Final Four (2019)
  - Sweet 16 turnieju NCAA (2019, 2021)
  - turnieju NCAA (2019, 2021, 2022)
- Mistrzyni:
  - turnieju konferencji Pacific-12 (Pac-12 – 2020)
  - sezonu regularnego Pac-12 (2019, 2020)
- Zaliczona do:
  - I składu:    
    - Pac-12 (2021, 2022)
    - turnieju Pac-12 (2022)

  - składu:
    - CoSIDA Academic All-District (2022)
    - Pac-12 Academic Honor Roll (2020)
- Zawodniczka tygodnia konferencji Pac-12 (22.11.2021)

### Reprezentacja
- Mistrzyni Europy U–18:
  - 2018[5]
  - dywizji B (2017)[6]
- Uczestniczka mistrzostw Europy U–16 (2015 – 9. miejsce)
- MVP mistrzostw Europy U–18:
  - 2018[7]
  - dywizji B (2017)[8]
- Zaliczona do I składu mistrzostw Europy U–18:
  - 2018[7]
  - dywizji B (2017)[8]
- Liderka mistrzostw Europy U–16 w zbiórkach (2015 – 12,9)[9]